# جان إرنست ماتزيليجر
جان إرنست ماتزيليجر (بالإنجليزية: Jan Ernst Matzeliger)‏ (15 سبتمبر 1852 - 24 أغسطس 1889) كان مخترعًا وأحدث اختراعه لآلة صنع القالب ثورة كبرى في مجال تصنيع الأحذية.

## السيرة الذاتية
ولد ماتزيليجر في مزرعة للبن في غيانا الهولندية، التي تُدعى الآن سورينام. كان والده، إرنست ماتزيليجر، هولنديًا من الجيل الثالث من أصل ألماني يعيش في مدينة باراماريبو عاصمة غيانا الهولندية. امتلك وأدار أعمال السفن الاستعمارية التي كانت في عائلته لمدة ثلاثة أجيال. كانت والدته من الرقيق ومن أصل أفريقي؛ عاشت في المزرعة التي يملكها والدها لبعض الوقت. في سن العاشرة، تدرب جان ماتزيليجر في أعمال السفن الاستعمارية في باراماريبو، إذ أثبت مؤهلاته الفطرية في مجالات الآلات والميكانيكا. غادر غيانا الهولندية في سن التاسعة عشرة، وعمل ميكانيكيًا في سفينة تجارية تابعة لشركة الهند الشرقية الهولندية لعدة سنوات قبل أن يستقر في فيلادلفيا، بنسيلفانيا، حيث تعلم تجارة الأحذية لأول مرة. بحلول عام 1877، كان يتحدث الإنجليزية بشكل جيد (كانت الهولندية لغته الأم) وانتقل إلى ماساتشوستس لمتابعة شغفه بصناعة الأحذية. بعد فترة، ذهب للعمل في مصنع هارني بروذرز للأحذية.
في أولى أيام صناعة الأحذية، كانت الأحذية تُصنع يدويًا بشكل أساسي. للحصول على المقاس المناسب، كان لا بد من نسخ أقدام العميل من حيث الحجم والشكل من خلال صنع قالب من الحجر أو الخشب يُحدد من خلاله القياس لصنع الأحذية. نظرًا لأن أكبر صعوبة في صناعة الأحذية كانت التجميع الفعلي للنعال لتشكيل القسم العلوي من الحذاء، تطلبت هذه الصنعة مهارة كبيرة في تثبيت وخياطة المكونين معًا. كان يُعتقد أن مثل هذا العمل المعقد لا يمكن أن يتم إلا بواسطة أيدي بشرية ماهرة. نتيجةً لذلك، لم تكن هذه المرحلة آلية حتى تلك اللحظة، وكان لصناع قوالب الأحذية سيطرة هائلة على صناعة الأحذية. كانوا يعتصمون عن العمل دون أي اعتبار لرغبات زملائهم العمال، ما أدى إلى فترات طويلة من البطالة.
بعد خمس سنوات من العمل، حصل ماتزيليجر على براءة اختراع لآلة تصنع قالب الحذاء في عام 1883. يمكن أن تنتج اليد الماهرة 50 زوجًا في غضون عشر ساعات. يمكن أن تنتج آلة ماتزيليجر ما بين 150 و700 زوجًا من الأحذية يوميًا، ما خفض أسعار الأحذية في جميع أنحاء البلاد إلى النصف.

### الوفاة والإرث
ضحى ماتزيليجر بصحته من خلال العمل المرهق لساعات على اختراعه وعدم تناول الطعام لفترات طويلة من الزمن. أصيب بالزكام الذي تطور بسرعة إلى مرض السل. أدى موته المبكر في لين، ماساتشوستس جراء هذا المرض إلى عدم حصوله على الربح الكامل عن اختراعه. توفي في 24 أغسطس عام 1889، بعد ثلاثة أسابيع من عيد ميلاده السابع والثلاثين.
ربما كان اختراع ماتزيليجر «أهم اختراع لنيو إنجلاند». كان اختراعه «أعظم خطوة متطورة في صناعة الأحذية»، وفقًا لنشرة أنباء كنيسة المسيح الأولى (نفس الكنيسة التي ضمته كعضو) كجزء من احتفال أقيم عام 1967 على شرفه. مع ذلك، بسبب لون بشرته، لم يُذكر في كتب التاريخ حتى وقت قريب. في الواقع، أطلق عليه المعاصرون اسم «الزنجي الهولندي» وعلى آلته اسم «آلة صنع القوالب الزنجية».
صدر طابع بريدي أمريكي بقيمة 29 سنتًا في 15 سبتمبر عام 1991، على شرف ماتزيليجر. صممت الطابع باربرا هيغينز بوند ليحوي صورة ماتزيليجر وهو جزء من سلسلة طوابع التراث الأسود.

## وصلات خارجية
- Engineering and Technology: Jan Matzeliger
- Encyclopædia Britannica's Guide to Black History